# Батуров, Иван Павлович
Иван Павлович Батуров (9 октября 1895 года, дер. Казарка, Мосальский уезд, Калужская губерния — 29 января 1983 года, Симферополь) — советский военный деятель, генерал-майор (16 октября 1943 года).

## Начальная биография
Иван Павлович Батуров родился 9 октября 1895 года в деревне Казарка ныне Мосальского района Калужской области.
После окончания начального училища поступил в двухклассную учительскую школу в м. Уруга, по окончании которой с 1913 года работал учителем начальной школы в деревне Михалевичи (ныне Сухиничский район, Калужская область).

## Военная служба

### Первая мировая и гражданская войны
В сентябре 1915 года призван в ряды Русской императорской армии и направлен в 232-й запасной пехотный полк, дислоцированный в Харькове, где окончил учебную команду. С апреля 1916 года И. П. Батуров учился в Чугуевском военном училище, после окончания которого в ноябре того же года направлен в Ахалкалакского 633-го пехотного полка (159-я пехотная дивизия), в составе которого служил командиром взвода и полуротным командиром и принимал участие в боевых действиях на Юго-Западного фронта. В сентябре 1917 года И. П. Батуров был контужен, после чего лечился в курском госпитале и в декабре того же года был демобилизован в чине прапорщика, после чего вернулся на родину и работал учителем в школе 1-й ступени в деревне Никольское Мещовского уезда.
В июле 1919 года призван в ряды РККА и назначен на должность командира взвода в 6-м запасном стрелковом полку, дислоцированного в Калуге, а в октябре переведён в 486-й стрелковый полк (54-я стрелковая дивизия), в составе которого служил на должностях командира роты и помощника командира батальона и принимал участие в боевых действиях на Северном фронте против интервентов и войск под командованием генерала Е. К. Миллера. В марте 1920 года полк был передислоцирован на Западный фронт, после чего участвовал в ходе советско-польской войны. После окончания Варшавской операции и последующего отступления отрезанные от 4-й армии 54-я стрелковая дивизия перешла границу Восточной Пруссии, где в сентябре 1920 года интернирована, после чего И. П. Батуров находился в лагере Сольдау, а в декабре вернулся в РСФСР, после чего назначен командиром роты 97-го стрелкового полка (11-я Петроградская стрелковая дивизия), а в сентябре 1921 года — командиром роты в составе отдельного полка в Кронштадтской крепости. В мае 1922 года полк передан в состав 10-й стрелковой дивизии и преобразован в 30-й стрелковый, в составе которого И. П. Батуров служил командиром роты и батальона. В августе 1923 года уволен в запас.

### Межвоенное время
В декабре 1923 года повторно призван в ряды РККА и назначен на должность командира роты в составе 30-го стрелкового полка (10-я стрелковая дивизия), дислоцированного в Череповце, а в августе 1925 года переведён в 29-й стрелковый полк, дислоцированный в Архангельске, где служил на должностях помощника командира и командира батальона, помощника начальника штаба полка.
В июне 1928 года назначен на должность командира батальона в составе 28-го стрелкового полка, дислоцированного в Грязовце, в ноябре 1931 года — на должность начальника штаба 30-го стрелкового полка, а в декабре 1934 года — на должность командира 167-го стрелкового полка (56-я стрелковая дивизия), дислоцированного во Пскове. В 1935 году окончил один курс заочного отделения Военной академии имени М. В. Фрунзе.
В декабре 1938 года И. П. Батуров переведён на курсы «Выстрел», где служил на должностях преподавателя и старшего преподавателя тактики, а в декабре 1940 года переведён старшим преподавателем тактики на Дальневосточное отделение курсов «Выстрел» в г. Ворошилов (Дальневосточный край), где позже служил начальником цикла тактики и начальником курса.

### Великая Отечественная война
С началом войны находился на прежней должности.
В сентябре 1941 года назначен на должность командира 260-й стрелковой бригады в составе Усть-Сунгарийского укреплённого района (15-я армия, Дальневосточный фронт), а 27 июня 1942 года — на должность командира 79-й стрелковой дивизии (Особый стрелковый корпус), дислоцированной на Сахалине и выполнявшей задачи по укреплению сухопутной границы между Северным и Южным Сахалином. В августе 1945 года во время советско-японской войны дивизия под командованием генерал-майора И. П. Батурова в составе 16-й армии (2-й Дальневосточный фронт) участвовала в боевых действиях в ходе Южно-Сахалинской наступательной операции и овладении города Тойохара. Приказом Верховного Главнокомандования от 14 сентября 1945 года дивизии было присвоено почётное наименование «Сахалинская».

### Послевоенная карьера
После окончания войны находился на прежней должности.
В феврале 1946 года назначен на должность заместителя командира 56-го стрелкового корпуса, дислоцированного в городе Александровск-Сахалинский, однако в октябре 1947 года был освобождён от занимаемой должности по состоянию здоровья и переведён начальником Объединённых курсов усовершенствования офицерского состава Таврического военного округа.
Генерал-майор Иван Павлович Батуров 8 февраля 1954 года вышел в запас, после чего жил в Симферополе и занимался общественной работой среди призывной молодёжи и исполнял обязанности председателя военно-научного общества военного гарнизона города. Умер 29 января 1983 года в Симферополе.

## Награды
- Орден Ленина (21.02.1945);
- Два ордена Красного Знамени (03.11.1944, 20.06.1949);
- Орден Суворова 3 степени (23.08.1945);
- Орден Красной Звезды (22.02.1944);
- Медали.